# Akera julieae
Akera julieae is een slakkensoort uit de familie van de Akeridae. De wetenschappelijke naam van de soort is voor het eerst geldig gepubliceerd in 2005 door Valdés & Barwick.